# Східничанка
Східнича́нка (Схі́дниця)  — річка в Україні, в межах Дрогобицького району Львівської області. Ліва притока Стрию (басейн Дністра).

## Опис
Довжина 11 км, площа басейну 28,8 км². Річка типово гірська. Долина переважно вузька і глибока. Заплава у багатьох місцях однобічна. Річище слабозвивисте.

## Розташування
Східниця бере початок на схід від смт Східниці, на західних схилах хребта Цюхового. Тече спершу переважно на захід, у пониззі — на південний захід. Впадає до Стрию біля південно-західної частини села Новий Кропивник. 
Річка протікає через смт Східницю та село Новий Кропивник.